# Sciopetris
Sciopetris é um gênero de mariposa pertencente à família Acrolophidae.